# Rochdale Association Football Club
Il Rochdale Association Football Club, meglio noto come Rochdale, è una società calcistica inglese con sede nella città di Rochdale. Milita in National League, quinta divisione del campionato inglese di calcio.

## Storia
Il club disputa la sua prima finale di una competizione nazionale nella stagione 1961-1962, perdendo la finale di Coppa di Lega con un complessivo 4-0 tra andata e ritorno contro il Norwich City.
Nelle stagioni 1994-1995 e 1999-2000 ha raggiunto le semifinali di Football League Trophy.
Nella stagione 2024-2025 raggiunge per la prima volta nella sua storia la semifinale di FA Trophy, perdendo ai calci di rigore contro lo Spennymoor Town.

## Stadio
Gioca le partite casalinghe al Spotland Stadium.

## Allenatori
- Vince Hayes (1913-1919)
- Billy Bradshaw (1920)
- Harry Catterick (1953-1958)
- Tony Collins (1960-1967)
- Bob Stokoe (1967-1968)
- Brian Green (1976-1977)
- Mike Ferguson (1977-1978)
- Jimmy Greenhoff (1983-1984)
- Vic Halom (1984-1986)
- Eddie Gray (1986-1988)
- Danny Bergara (1988-1989)
- Terry Dolan (1989-1991)
- Mick Docherty (1995-1996)
- Steve Parkin (1999-2001)
- John Hollins (2001-2002)
- Paul Simpson (2002-2003)
- Alan Buckley (2003)
- Steve Parkin (2003-2006)
- Keith Hill (2006-2011)
- Keith Hill (2016-2019)
- Jimmy McNulty (2023-)

## Palmarès

### Competizioni regionali
- Lancashire Combination: 2

1910-1911, 1911-1912
- Lancashire Senior Cup: 3

1948-1949, 1970-1971, 2004-2005

### Altri piazzamenti
- Third Division North:

Secondo posto: 1923-1924, 1926-1927
Terzo posto: 1925-1926, 1949-1950
- Campionato inglese di quarta divisione:

Terzo posto: 1968-1969, 2009-2010, 2013-2014

## Rosa

### 2022-2023
Rosa aggiornata al 1º febbraio 2023
| N. |                             | Ruolo | Calciatore       |
| -- | --------------------------- | ----- | ---------------- |
| 1  | Irlanda (bandiera)          | P     | Gavin Bazunu     |
| 2  | Irlanda del Nord (bandiera) | D     | Ryan McLaughlin  |
| 3  | Inghilterra (bandiera)      | D     | Tolaji Bola      |
| 4  | Scozia (bandiera)           | D     | Jim McNulty      |
| 5  | Irlanda (bandiera)          | D     | Paul McShane     |
| 6  | Irlanda (bandiera)          | D     | Eoghan O'Connell |
| 7  | Irlanda del Nord (bandiera) | C     | Stephen Dooley   |
| 8  | Inghilterra (bandiera)      | C     | Aaron Morley     |
| 9  | Inghilterra (bandiera)      | A     | Stephen Humphrys |
| 10 | Irlanda del Nord (bandiera) | C     | Callum Camps     |
| 11 | Inghilterra (bandiera)      | A     | Tyler Smith      |
| 12 | Inghilterra (bandiera)      | P     | Jay Lynch        |
| 13 | Irlanda (bandiera)          | C     | Jimmy Keohane    |
| 14 | Inghilterra (bandiera)      | C     | Oliver Rathbone  |

| N. |                             | Ruolo | Calciatore         |
| -- | --------------------------- | ----- | ------------------ |
| 16 | Inghilterra (bandiera)      | C     | Matt Done          |
| 17 | Inghilterra (bandiera)      | A     | Fabio Tavares      |
| 18 | Inghilterra (bandiera)      | C     | Lewis Bradley      |
| 19 | Ghana (bandiera)            | D     | Yeboah Amankwah    |
| 20 | Francia (bandiera)          | C     | Toumani Diagouraga |
| 21 | Irlanda del Nord (bandiera) | C     | Matthew Lund       |
| 22 | Inghilterra (bandiera)      | C     | Kwadwo Baah        |
| 23 | Irlanda (bandiera)          | C     | Liam Kelly         |
| 24 | Inghilterra (bandiera)      | C     | Ethan Brierley     |
| 30 | Inghilterra (bandiera)      | P     | Ben Chalton        |
| 31 | Inghilterra (bandiera)      | P     | Bradley Wade       |
| 32 | Inghilterra (bandiera)      | D     | Joe Dunne          |
| 33 | Polonia (bandiera)          | D     | Kacper Mialkowski  |

### 2021-2022
Rosa aggiornata al 29 gennaio 2022
| N. |                             | Ruolo | Calciatore       |
| -- | --------------------------- | ----- | ---------------- |
| 1  | Irlanda (bandiera)          | P     | Gavin Bazunu     |
| 2  | Irlanda del Nord (bandiera) | D     | Ryan McLaughlin  |
| 3  | Inghilterra (bandiera)      | D     | Tolaji Bola      |
| 4  | Scozia (bandiera)           | D     | Jim McNulty      |
| 5  | Irlanda (bandiera)          | D     | Paul McShane     |
| 6  | Irlanda (bandiera)          | D     | Eoghan O'Connell |
| 7  | Irlanda del Nord (bandiera) | C     | Stephen Dooley   |
| 8  | Inghilterra (bandiera)      | C     | Aaron Morley     |
| 9  | Inghilterra (bandiera)      | A     | Stephen Humphrys |
| 10 | Irlanda del Nord (bandiera) | C     | Callum Camps     |
| 11 | Inghilterra (bandiera)      | A     | Tyler Smith      |
| 12 | Inghilterra (bandiera)      | P     | Jay Lynch        |
| 13 | Irlanda (bandiera)          | C     | Jimmy Keohane    |
| 14 | Inghilterra (bandiera)      | C     | Oliver Rathbone  |

| N. |                             | Ruolo | Calciatore        |
| -- | --------------------------- | ----- | ----------------- |
| 16 | Inghilterra (bandiera)      | C     | Matt Done         |
| 17 | Inghilterra (bandiera)      | A     | Fabio Tavares     |
| 18 | Inghilterra (bandiera)      | C     | Lewis Bradley     |
| 19 | Ghana (bandiera)            | D     | Yeboah Amankwah   |
| 20 | Irlanda (bandiera)          | C     | Jimmy Ryan        |
| 21 | Irlanda del Nord (bandiera) | C     | Matthew Lund      |
| 22 | Inghilterra (bandiera)      | C     | Kwadwo Baah       |
| 23 | Irlanda (bandiera)          | C     | Liam Kelly        |
| 24 | Inghilterra (bandiera)      | C     | Ethan Brierley    |
| 30 | Inghilterra (bandiera)      | P     | Ben Chalton       |
| 31 | Inghilterra (bandiera)      | P     | Bradley Wade      |
| 32 | Inghilterra (bandiera)      | D     | Joe Dunne         |
| 33 | Polonia (bandiera)          | D     | Kacper Mialkowski |

### 2020-2021
Rosa aggiornata al 9 dicembre 2020
| N. |                             | Ruolo | Calciatore       |
| -- | --------------------------- | ----- | ---------------- |
| 1  | Irlanda (bandiera)          | P     | Gavin Bazunu     |
| 2  | Irlanda del Nord (bandiera) | D     | Ryan McLaughlin  |
| 3  | Inghilterra (bandiera)      | D     | Tolaji Bola      |
| 4  | Scozia (bandiera)           | D     | Jim McNulty      |
| 5  | Irlanda (bandiera)          | D     | Paul McShane     |
| 6  | Irlanda (bandiera)          | D     | Eoghan O'Connell |
| 7  | Irlanda del Nord (bandiera) | C     | Stephen Dooley   |
| 8  | Inghilterra (bandiera)      | C     | Aaron Morley     |
| 9  | Inghilterra (bandiera)      | A     | Stephen Humphrys |
| 10 | Irlanda del Nord (bandiera) | C     | Callum Camps     |
| 11 | Inghilterra (bandiera)      | A     | Tyler Smith      |
| 12 | Inghilterra (bandiera)      | P     | Jay Lynch        |
| 13 | Irlanda (bandiera)          | C     | Jimmy Keohane    |
| 14 | Inghilterra (bandiera)      | C     | Oliver Rathbone  |

| N. |                             | Ruolo | Calciatore        |
| -- | --------------------------- | ----- | ----------------- |
| 15 | Inghilterra (bandiera)      | D     | Haydon Roberts    |
| 16 | Inghilterra (bandiera)      | C     | Matt Done         |
| 17 | Inghilterra (bandiera)      | A     | Fabio Tavares     |
| 18 | Inghilterra (bandiera)      | C     | Lewis Bradley     |
| 19 | Ghana (bandiera)            | D     | Yeboah Amankwah   |
| 20 | Irlanda (bandiera)          | C     | Jimmy Ryan        |
| 21 | Irlanda del Nord (bandiera) | C     | Matthew Lund      |
| 22 | Inghilterra (bandiera)      | C     | Kwadwo Baah       |
| 23 | Inghilterra (bandiera)      | C     | Harrison Hopper   |
| 24 | Inghilterra (bandiera)      | C     | Ethan Brierley    |
| 30 | Inghilterra (bandiera)      | P     | Ben Chalton       |
| 31 | Inghilterra (bandiera)      | P     | Bradley Wade      |
| 32 | Inghilterra (bandiera)      | D     | Joe Dunne         |
| 33 | Polonia (bandiera)          | D     | Kacper Mialkowski |

### 2019-2020
Rosa aggiornata al 6 novembre 2019
| N. |                             | Ruolo | Calciatore       |
| -- | --------------------------- | ----- | ---------------- |
| 1  | Inghilterra (bandiera)      | P     | Josh Lillis      |
| 2  | Irlanda del Nord (bandiera) | D     | Ryan McLaughlin  |
| 3  | Sudafrica (bandiera)        | D     | Kgosi Ntlhe      |
| 4  | Scozia (bandiera)           | D     | Jim McNulty      |
| 6  | Irlanda (bandiera)          | D     | Eoghan O'Connell |
| 7  | Irlanda del Nord (bandiera) | C     | Stephen Dooley   |
| 8  | Galles (bandiera)           | C     | Jordan Williams  |
| 9  | Inghilterra (bandiera)      | A     | Calvin Andrew    |
| 10 | Irlanda del Nord (bandiera) | C     | Callum Camps     |
| 11 | Inghilterra (bandiera)      | A     | Tyler Smith      |
| 12 | Inghilterra (bandiera)      | P     | Jay Lynch        |
| 14 | Inghilterra (bandiera)      | C     | Oliver Rathbone  |
| 15 | Inghilterra (bandiera)      | C     | Joe Thompson     |
| 16 | Inghilterra (bandiera)      | C     | Matt Done        |

| N. |                        | Ruolo | Calciatore    |
| -- | ---------------------- | ----- | ------------- |
| 17 | Australia (bandiera)   | C     | Bradden Inman |
| 18 | Irlanda (bandiera)     | C     | Keith Keane   |
| 19 | Inghilterra (bandiera) | A     | Steve Davies  |
| 21 | Irlanda (bandiera)     | C     | Ryan Delaney  |
| 22 | Stati Uniti (bandiera) | P     | Brendan Moore |
| 23 | Inghilterra (bandiera) | P     | Steve Collis  |
| 27 | Inghilterra (bandiera) | C     | Andy Cannon   |
| 28 | Inghilterra (bandiera) | C     | Aaron Morley  |
| 30 | Inghilterra (bandiera) | C     | Billy Knott   |
| 31 | Inghilterra (bandiera) | D     | Sam Hart      |
| 32 | Inghilterra (bandiera) | D     | Mark Kitching |
| 33 | Romania (bandiera)     | C     | Mihai Dobre   |
| 36 | Inghilterra (bandiera) | A     | Matty Gillam  |
| 40 | Inghilterra (bandiera) | A     | Ian Henderson |

### 2017-2018
Rosa aggiornata al 2 febbraio 2018
| N. |                             | Ruolo | Calciatore       |
| -- | --------------------------- | ----- | ---------------- |
| 1  | Inghilterra (bandiera)      | P     | Josh Lillis      |
| 2  | Irlanda (bandiera)          | D     | Joe Rafferty     |
| 3  | Sudafrica (bandiera)        | D     | Kgosi Ntlhe      |
| 4  | Scozia (bandiera)           | D     | Jim McNulty      |
| 5  | Irlanda (bandiera)          | D     | Niall Canavan    |
| 6  | Inghilterra (bandiera)      | D     | Harrison McGahey |
| 7  | Inghilterra (bandiera)      | C     | Stephen Humphrys |
| 8  | Inghilterra (bandiera)      | D     | Reece Brown      |
| 9  | Inghilterra (bandiera)      | A     | Calvin Andrew    |
| 10 | Irlanda del Nord (bandiera) | C     | Callum Camps     |
| 12 | Gibilterra (bandiera)       | A     | Scott Wiseman    |
| 14 | Inghilterra (bandiera)      | C     | Oliver Rathbone  |
| 15 | Inghilterra (bandiera)      | C     | Joe Thompson     |
| 16 | Inghilterra (bandiera)      | C     | Matt Done        |

| N. |                        | Ruolo | Calciatore    |
| -- | ---------------------- | ----- | ------------- |
| 17 | Australia (bandiera)   | C     | Bradden Inman |
| 18 | Irlanda (bandiera)     | C     | Keith Keane   |
| 19 | Inghilterra (bandiera) | A     | Steve Davies  |
| 21 | Irlanda (bandiera)     | C     | Ryan Delaney  |
| 22 | Stati Uniti (bandiera) | P     | Brendan Moore |
| 23 | Inghilterra (bandiera) | P     | Steve Collis  |
| 27 | Inghilterra (bandiera) | C     | Andy Cannon   |
| 28 | Inghilterra (bandiera) | C     | Aaron Morley  |
| 30 | Inghilterra (bandiera) | C     | Billy Knott   |
| 31 | Inghilterra (bandiera) | D     | Sam Hart      |
| 32 | Inghilterra (bandiera) | D     | Mark Kitching |
| 33 | Romania (bandiera)     | C     | Mihai Dobre   |
| 36 | Inghilterra (bandiera) | A     | Matty Gillam  |
| 40 | Inghilterra (bandiera) | A     | Ian Henderson |

### 2016-2017
Rosa aggiornata al 1 settembre 2016
| N. |                             | Ruolo | Calciatore             |
| -- | --------------------------- | ----- | ---------------------- |
| 1  | Inghilterra (bandiera)      | P     | Josh Lillis            |
| 2  | Irlanda (bandiera)          | D     | Joe Rafferty           |
| 3  | Inghilterra (bandiera)      | D     | Scott Tanser           |
| 4  | Scozia (bandiera)           | D     | Jim McNulty            |
| 5  | Irlanda (bandiera)          | D     | Niall Canavan          |
| 6  | Inghilterra (bandiera)      | D     | Harrison McGahey       |
| 7  | Jersey (bandiera)           | C     | Peter Vincenti         |
| 8  | Irlanda del Nord (bandiera) | C     | Matty Lund             |
| 9  | Inghilterra (bandiera)      | A     | Calvin Andrew          |
| 10 | Inghilterra (bandiera)      | C     | Callum Camps           |
| 11 | Inghilterra (bandiera)      | C     | Nathaniel Mendez-Laing |
| 12 | Irlanda (bandiera)          | A     | Donal McDermott        |

| N. |                        | Ruolo | Calciatore         |
| -- | ---------------------- | ----- | ------------------ |
| 15 | Irlanda (bandiera)     | D     | Niall Canavan      |
| 17 | Inghilterra (bandiera) | C     | James Hooper       |
| 18 | Irlanda (bandiera)     | C     | Keith Keane        |
| 19 | Inghilterra (bandiera) | A     | Steve Davies       |
| 20 | Irlanda (bandiera)     | C     | Brian Barry-Murphy |
| 23 | Inghilterra (bandiera) | P     | Steve Collis       |
| 24 | Inghilterra (bandiera) | C     | Jamie Allen        |
| 25 | Irlanda (bandiera)     | P     | Conrad Logan       |
| 27 | Inghilterra (bandiera) | C     | Andy Cannon        |
| 29 | Inghilterra (bandiera) | C     | Sanmi Odelusi      |
| 39 | Inghilterra (bandiera) | A     | Joe Bunney         |
| 40 | Inghilterra (bandiera) | A     | Ian Henderson      |

### 2015-2016
Rosa aggiornata al 27 marzo 2016
| N. |                             | Ruolo | Calciatore           |
| -- | --------------------------- | ----- | -------------------- |
| 1  | Inghilterra (bandiera)      | P     | Josh Lillis          |
| 2  | Irlanda (bandiera)          | D     | Joe Rafferty         |
| 3  | Inghilterra (bandiera)      | D     | Rhys Bennett         |
| 4  | Inghilterra (bandiera)      | D     | Jimmy McNulty        |
| 5  | Inghilterra (bandiera)      | D     | Ashley Eastham       |
| 6  | Inghilterra (bandiera)      | D     | Oliver Lancashire    |
| 7  | Jersey (bandiera)           | C     | Peter Vincenti       |
| 8  | Irlanda del Nord (bandiera) | C     | Matty Lund           |
| 9  | Inghilterra (bandiera)      | A     | Calvin Andrew        |
| 10 | Inghilterra (bandiera)      | A     | Lewis Alessandra     |
| 11 | Grenada (bandiera)          | A     | Reuben Noble-Lazarus |
| 12 | Irlanda (bandiera)          | A     | Donal McDermott      |
| 15 | Irlanda (bandiera)          | D     | Niall Canavan        |
| 17 | Inghilterra (bandiera)      | D     | Scott Tanser         |
| 18 | Inghilterra (bandiera)      | A     | Grant Holt           |

| N. |                             | Ruolo | Calciatore             |
| -- | --------------------------- | ----- | ---------------------- |
| 19 | Inghilterra (bandiera)      | C     | Nathaniel Mendez-Laing |
| 20 | Irlanda (bandiera)          | C     | Brian Barry-Murphy     |
| 21 | Inghilterra (bandiera)      | P     | Johny Diba             |
| 23 | Inghilterra (bandiera)      | P     | Steve Collis           |
| 24 | Inghilterra (bandiera)      | C     | Jamie Allen            |
| 25 | Inghilterra (bandiera)      | D     | Michael Rose           |
| 26 | Inghilterra (bandiera)      | C     | Joel Logan             |
| 27 | Inghilterra (bandiera)      | C     | Andy Cannon            |
| 28 | Irlanda del Nord (bandiera) | C     | Callum Camps           |
| 29 | Inghilterra (bandiera)      | C     | Dave Syers             |
| 33 | Inghilterra (bandiera)      | D     | Tom Kennedy            |
| 34 | Inghilterra (bandiera)      | A     | James Hooper           |
| 39 | Inghilterra (bandiera)      | A     | Joe Bunney             |
| 40 | Inghilterra (bandiera)      | A     | Ian Henderson          |

### 2014-2015
| N. |                             | Ruolo | Calciatore        |
| -- | --------------------------- | ----- | ----------------- |
| 1  | Inghilterra (bandiera)      | P     | Josh Lillis       |
| 2  | Irlanda (bandiera)          | D     | Joe Rafferty      |
| 3  | Inghilterra (bandiera)      | D     | Rhys Bennett      |
| 4  | Irlanda (bandiera)          | D     | Sean McGinty      |
| 5  | Inghilterra (bandiera)      | D     | Ashley Eastham    |
| 6  | Inghilterra (bandiera)      | D     | Oliver Lancashire |
| 7  | Inghilterra (bandiera)      | C     | Peter Vincenti    |
| 8  | Inghilterra (bandiera)      | C     | Matty Lund        |
| 9  | Inghilterra (bandiera)      | A     | Andrew Calvin     |
| 12 | Irlanda del Nord (bandiera) | C     | Sthephen Dawson   |
| 14 | Francia (bandiera)          | C     | Bastien Héry      |
| 16 | Inghilterra (bandiera)      | C     | Matty Done        |
| 17 | Inghilterra (bandiera)      | D     | Scott Tanser      |
| 18 | Inghilterra (bandiera)      | A     | Jack Muldoon      |

| N. |                        | Ruolo | Calciatore         |
| -- | ---------------------- | ----- | ------------------ |
| 20 | Irlanda (bandiera)     | C     | Brian Barry-Murphy |
| 21 | Inghilterra (bandiera) | P     | Johny Diba Musangu |
| 22 | Irlanda (bandiera)     | P     | Conrad Logan       |
| 23 | Inghilterra (bandiera) | P     | Steve Collis       |
| 24 | Inghilterra (bandiera) | C     | Jamie Allen        |
| 25 | Inghilterra (bandiera) | D     | Michael Rose       |
| 26 | Inghilterra (bandiera) | A     | Joel Logan         |
| 27 | Inghilterra (bandiera) | D     | Andy Cannon        |
| 28 | Inghilterra (bandiera) | C     | Callum Camps       |
| 31 | Inghilterra (bandiera) | A     | Nyal Bell          |
| 33 | Inghilterra (bandiera) | D     | Tom Kennedy        |
| 39 | Inghilterra (bandiera) | A     | Joe Bunney         |
| 40 | Inghilterra (bandiera) | A     | Ian Henderson      |
| 45 | Inghilterra (bandiera) | A     | Shamir Fenelon     |